# جو ميس
جو ميس (بالإنجليزية: Joe Mays)‏ هو لاعب كرة قدم أمريكية أمريكي، ولد في 6 يوليو 1985 في شيكاغو في الولايات المتحدة.

## وصلات خارجية
- جو ميس على موقع مرجع كرة القدم المحترفة.كوم (الإنجليزية)